# 때로는 모든 걸 잃어볼 필요가 있다
《때로는 모든 걸 잃어볼 필요가 있다》(영어: A Cool, Dry Place)는 미국에서 제작된 존 N. 스미스 감독의 1998년 드라마 영화이다. 빈스 본 등이 출연하였고, 케이티 제이컵스 등이 제작에 참여하였다.

## 출연
- 빈스 본
- 조이 로런 애덤스
- 모니카 포터
- 보비 모트
- 데번 사와
- 딘 맥더멋
- 벤 배스
- 니컬러스 캠벨
- 셔반 팰런 호건
- 토드 루아이조
- 스킵 서더스
- 제니퍼 어윈
- 알렉사 팰러디노
- 베스 리틀퍼드
- 크리스 바워
- 재닛 키더

## 기타 제작진
- 공동 제작: 데이비드 코츠워스
- 배역: 데브라 제인
- 미술: 도널드 그레이엄 버트
- 의상: 데니즈 크로넌버그